# Nikolaj Pavlovič Grabbe
Nikolaj Pavlovič Grabbe in russo Николай Павлович Граббе? (San Pietroburgo, 20 settembre 1832 – San Pietroburgo, 8 maggio 1896) è stato un generale russo.

## Biografia
Figlio del generale Pavel Khristoforovič Grabbe, Nikolaj nacque nel 1832 e, ancora giovanissimo, decise di seguire le orme paterne intraprendendo la carriera militare. Nel 1850 si diplomò al corpo dei paggi imperiali e venne inquadrato in un reggimento di cavalleria; a partire dal 1858 venne trasferito nel Caucaso col grado di tenente colonnello sotto il comando del principe Aleksandr Vladimirovič Barjatinskj. Ebbe il privilegio di inviare allo zar il rapporto ufficiale sulla cattura della città di Gunib nel 1859 e venne promosso colonnello. Richiamato a San Pietroburgo, dopo pochi mesi fece nuovamente ritorno nel Caucaso nel reggimento di fanteria della Crimea; nel 1860 venne nominato comandante del reggimento di dragoni di Nižnij Novgorod, coi quali rischiò di morire nel corso di una battaglia.
Nel gennaio del 1861, Grappe partecipò col suo reggimento di dragoni ad una spedizione presso il fiume Shabzha, guadagnandosi la II classe dell'Ordine di San Stanislao e con una spada al coraggio. Nel 1863 venne nominato comandante del distaccamento militare di stanza a Pshekh, col quale ebbe il compito di ripulire dai rivoltosi l'area montuosa compresa tra i fiumi Pshekh e Belaya. I suoi uomini lavorarono a più di 3000 metri di altezza, nella neve alta e con poco cibo. Alla riuscita dell'operazione, venne premiato con la nomina a maggiore generale e poi posto a capo del distaccamento militare di Malo-Labinsky.Fu annesso al seguito dello zar nel 1864, anno nel quale venne anche nominato comandante del reggimento di cavalleria dell'imperatore che comandò sino al 1869.
Nel 1876 venne promosso tenente generale e messo a disposizione del comandante del distretto militare di Kharkov, poi nello stesso anno fu trasferito alla riserva.
Il generale Grabbe morì nel 1896.

## Matrimonio e figli

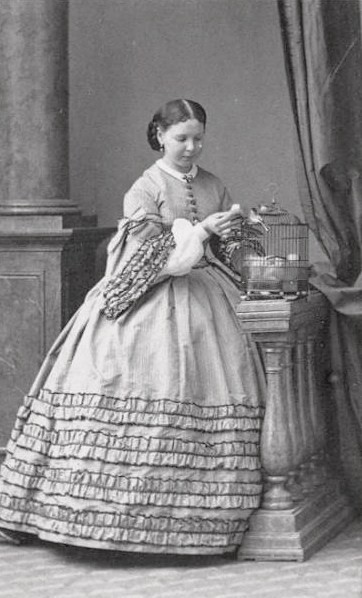
La contessa Alexandra Fedorovna Orlova-Denisova

Nikolaj Pavlovič Grabbe sposò la contessa Alexandra Fedorovna Orlova-Denisova (1837-1892), figlioccia dell'imperatore Nicola I e la granduchessa Maria Nikolaevna, damigella d'onore a corte (1858) e figlia di Fëdor Vasil'evič Orlov-Denisov e di sua moglie Elisaveta Alekseevna Nikitina. Il loro matrimonio venne combinato e non fu felice, ma produsse comunque i seguenti figli:
- Aleksandr
- Michail
- Nikolaj (1863-1913), aiutante del granduca Michail Michailovic, membro onorario del consiglio degli orfanotrofi di Mosca
- Marja (1869 -1948), sposò il duca Nikolaj Nikolaevič di Leuchtenberg.